# Menasco Buccaneer
Menasco Buccaneer war eine Baureihe von luftgekühlten Sechszylinderreihenmotoren, die vom US-amerikanischen Hersteller Menasco Motors Company während der 1930er- und 1940er-Jahre für den Einsatz in Sport- und Kleinflugzeugen gebaut wurde.
Neben der Buccaneer-Serie mit sechs Zylindern baute Menasco die Motoren unter der Bezeichnung Pirate auch als vierzylindrige Versionen. Die Motoren wurden sowohl mit als auch ohne Motoraufladung gebaut. Die aufgeladenen Modelle trugen den Zusatz S in ihrer Bezeichnung und waren trotz nur geringfügig größerer Abmessungen in größeren Flughöhen wesentlich leistungsstärker.

## Versionen
- Menasco A6 Buccaneer
- Menasco B6 Buccaneer
- Menasco B6S Buccaneer
- Menasco C6 Buccaneer
- Menasco C6S Super Buccaneer
- Menasco D6 Super Buccaneer

## Verwendung
- Bellanca 28-92
- Brown B-2 Racer
- Brown B-3
- Chester Goon
- Crosby CR-4
- Fokker S.IX/2
- Howard DGA-4
- Miles Mohawk
- Miles Peregrine
- Northrop Beta 3
- Northrop N-9M
- PZL.26
- Rider R-6
- VEF I-14
- Waco Custom Cabin MGC-8